# Erasmus MC
Het Erasmus MC is een universitair medisch centrum in Rotterdam, verbonden aan de Erasmus Universiteit Rotterdam. Het ziekenhuis is qua omzet het grootste van de zeven universitair-medische centra van Nederland.

## Geschiedenis
De geschiedenis van het Erasmus MC gaat terug tot het gemeentelijke Coolsingelziekenhuis, dat werd gebouwd in de periode 1839 – 1848 naar een ontwerp van stadsarchitect Willem Nicolaas Rose. Door vertraging tijdens de bouw kon het ziekenhuis pas in 1851 in gebruik worden genomen. Het gebouw  stond op de hoek van de Van Oldebarneveltstraat en de Coolsingel en had een imposante voorgevel met een breedte van tweeëntachtig meter. De eerste geneesheer-directeur was Jan Bastiaan Molewater (1813-1864), die ook lector was aan de Klinische School die in 1828 in Rotterdam was geopend. Bij het bombardement van 14 mei 1940 werd het ziekenhuis grotendeels verwoest. Alleen de Coolsingelpoort, de voormalige achterpoort van het ziekenhuis, herinnert nu nog op de Lijnbaan aan het ziekenhuis.
Na een langdurige periode van tijdelijke voorzieningen kon uiteindelijk in 1961 het nieuwe Dijkzigtziekenhuis in gebruik worden op de locatie waar nu het Erasmus MC is gevestigd. Het Dijkzigtziekenhuis was genoemd naar de villa Dijkzigt, waarin tegenwoordig het Natuurhistorisch Museum Rotterdam is ondergebracht. De villa was de woning van de familie Van Hoboken op het enorme landgoed genaamd Land van Hoboken, dat in 1924 aan de gemeente was verkocht.
De in 1950 opgerichte ‘Stichting Klinisch Hoger Onderwijs te Rotterdam’ werd in 1965 aangewezen om de zevende medische faculteit in Nederland te worden. De Medische Faculteit Rotterdam werd in 1966 geopend aan de G.J. de Jonghweg met een eerste lichting van 160 studenten. Het Dijkzigtziekenhuis werd het bijbehorende academische ziekenhuis.
In 1971 fuseerde het Dijkzigtziekenhuis met het Sophia Kinderziekenhuis tot Academisch Ziekenhuis Rotterdam (AZR). De Medische Faculteit Rotterdam kreeg bij de opening van de Erasmus Universiteit in 1973 de naam Faculteit Geneeskunde van de Erasmus Universiteit en verhuisde naar het complex van het Dijkzigtziekenhuis. In 1993 verhuisde ook het Sophia Kinderziekenhuis naar deze locatie. In hetzelfde jaar werd ook het oncologisch centrum Daniel den Hoed – genoemd naar Daniël den Hoed grondlegger van de radiotherapie in Nederland en voormalig directeur van het Rotterdams Radiotherapeutisch Instituut – onderdeel van het AZR, dat later als Daniel den Hoedkliniek gevestigd was op Rotterdam-Zuid. In mei 2018 verhuisde de kliniek naar de nieuwbouw in het Erasmus MC.
Op 1 juni 2002 fuseerden het Dijkzigtziekenhuis, het Sophia Kinderziekenhuis, de Daniel den Hoedkliniek en de "Faculteit der Geneeskunde en Gezondheidswetenschappen" van de Erasmus Universiteit Rotterdam tot het huidige Erasmus MC.

### Nieuwbouw
Het Erasmus Medisch Centrum startte in mei 2009 met een groot nieuwbouw- en renovatieproject. Het eerste bouwdeel (Oost) werd in 2013 opgeleverd en in gebruik genomen. Het tweede bouwdeel (West) zou eind 2017 worden opgeleverd en in 2018 in gebruik genomen. Hierna zou moeten worden begonnen met de sloop van het beddenhuis en de renovatie van de Faculteitstoren en van het Sophia Kinderziekenhuis. De hoofdingang is volgens dit plan verplaatst van de locatie aan de 's-Gravendijkwal naar de Zimmermanweg, dichter bij metrostation Dijkzigt. Op 6 september 2018 heeft de Koning de nieuwbouw officieel geopend, bij de hoofdingang van het complex aan het Dr. Molewaterplein.
Tijdens de voorbereiding van de bouw ontstonden vragen over de financiering. Minister Ab Klink zegde 100 miljoen toe, minister Edith Schippers haalde daar in september 2014 een streep doorheen. Maar op grond van een bindende arbitrage door NautaDutilh stelde het ministerie van VWS in totaal € 251 miljoen ter beschikking voor de onrendabele top van het nieuwbouwproject. De eerste twee tranches van ruim € 80 miljoen werden in 2015 en 2016 ontvangen, de laatste tranche in januari 2017. Het bedrag wordt in tien jaar ten gunste van het resultaat gebracht.

### Coronacrisis
Tijdens de coronacrisis in Nederland werd Erasmus MC aangewezen als locatie voor het Landelijk Coördinatiecentrum Patiënten Spreiding rond de beddencapaciteit van de intensieve zorg tijdens de coronacrisis in Nederland. Met het Rijksinstituut voor Volksgezondheid en Milieu in Bilthoven vormde het bovendien een van de twee expertiselaboratoria die samen met regionale opschalingslaboratoria coronatests uitvoerden. Erasmus MC doet samen met de Universiteit Utrecht tot slot onderzoek naar antilichamen tegen corona. In 2021 heeft het Erasmus MC 659.317 polikliniekbezoeken gehad en werden 30.771 patiënten opgenomen, die gemiddeld 6,69 dagen in het ziekenhuis lagen.

## Organisatie
Het werkterrein van het Erasmus MC is breed en strekt zich uit van ziekte tot gezondheid en van individuele tot maatschappelijke gezondheidszorg. Onder Erasmus MC vallen het Sophia Kinderziekenhuis en het Kanker Instituut. Het Erasmus MC is voorts eigenaar van het Admiraal de Ruyterziekenhuis (ADRZ) in Zeeland.
Het ziekenhuis heeft 39 operatiekamers en 1233 bedden. Er zijn 121 Intensive Care plekken en 16 Radiotherapie bunkers. Als universitair medisch centrum draagt het Erasmus MC in Nederland bij aan zowel onderzoek, onderwijs als patiëntenzorg. Er werken 13.858 medewerkers en 949 specialisten. Daarnaast 2.322 medewerkers in het Admiraal de Ruyterziekenhuis (ADRZ) in Zeeland. 4.093 studenten geneeskunde worden in het Erasmus MC opgeleid. Het heeft zowel een sector gezondheidswetenschappen en basisonderzoek als een groot aantal academische ziekenhuisfuncties. Het ziekenhuis is een van de elf traumacentra in Nederland en beschikt over een Mobiel Medisch Team.
Het Erasmus MC is vertegenwoordigd in de Nederlandse Federatie van Universitair Medische Centra (NFU).

## Opleidingen
Voor studenten en medisch personeel bevindt zich in het ziekenhuis het grootste zogenaamde skills lab van de regio; hier bevinden zich replica's van een operatiekamer en een radiologieafdeling. Er kan bijvoorbeeld geoefend worden op vaardigheden als endoscopie en microhechten. Tevens zijn snijzalen aanwezig. Voor verpleegkundigen-in-opleiding zijn drie leerafdelingen aanwezig. Dit zijn de verpleegafdelingen: neurochirurgie, cardiologie en kinderoncologie.

## Promoties
Bij het Erasmus MC vindt onderzoek plaats voor academische promoties. In 2011 ontving het Erasmus MC de Meester Kackadorisprijs vanwege de promotie van een fysiotherapeute op een acupunctuurproefschrift.

## Afbeeldingen

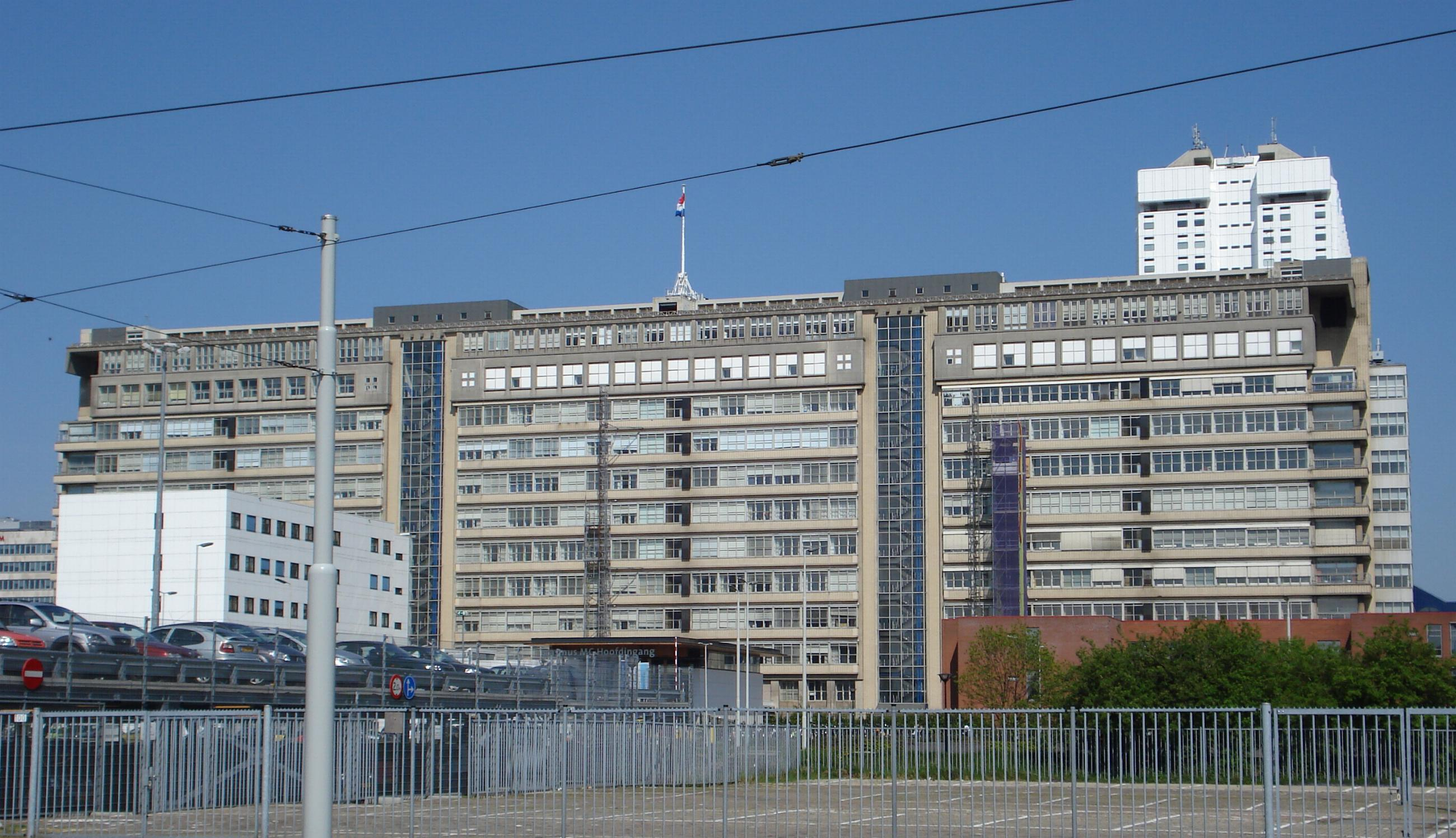
De centrumlocatie van het Erasmus MC (voormalig Dijkzigtziekenhuis, gesloopt in 2022)
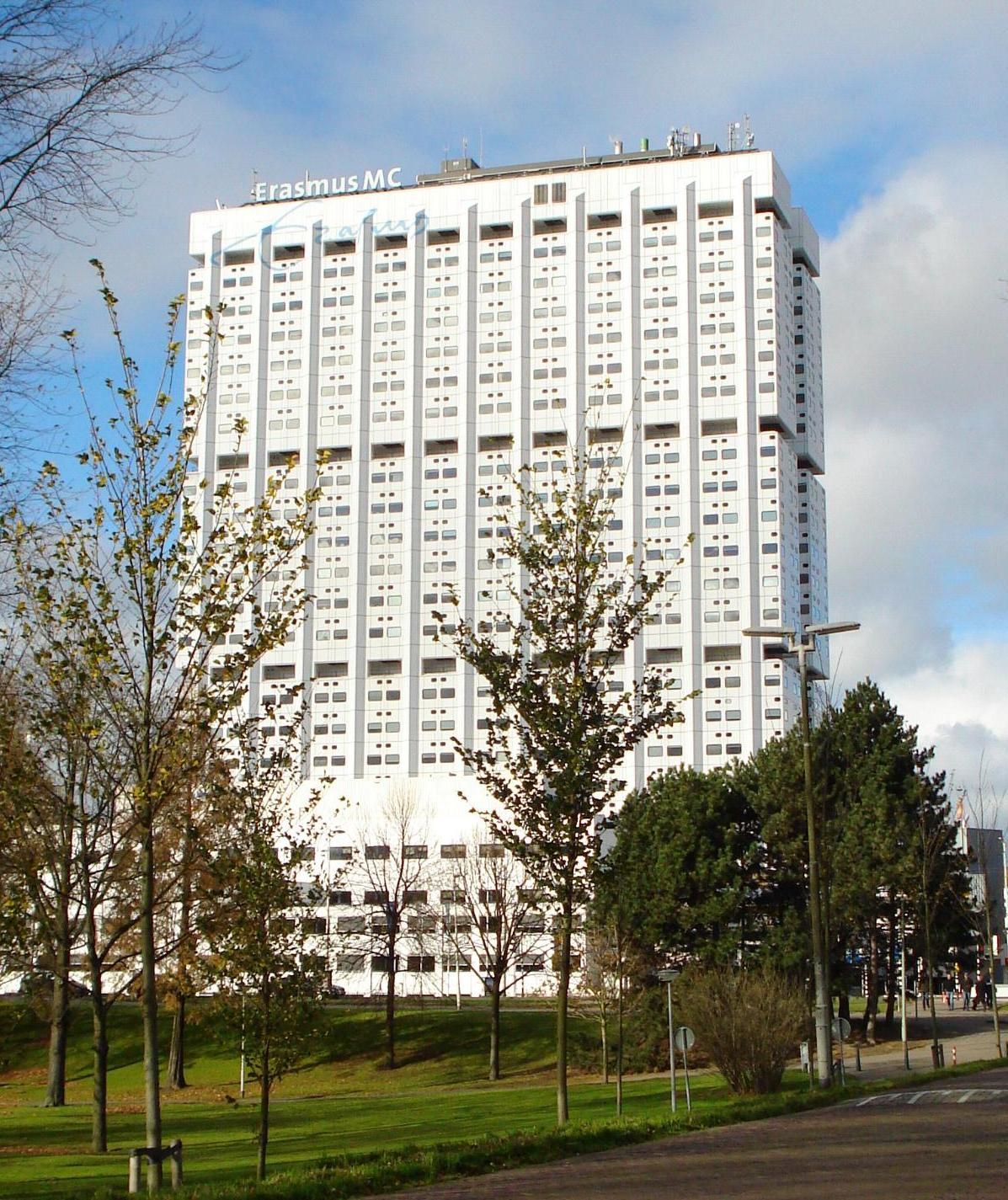
De Faculteit Geneeskunde en Gezondheidswetenschappen
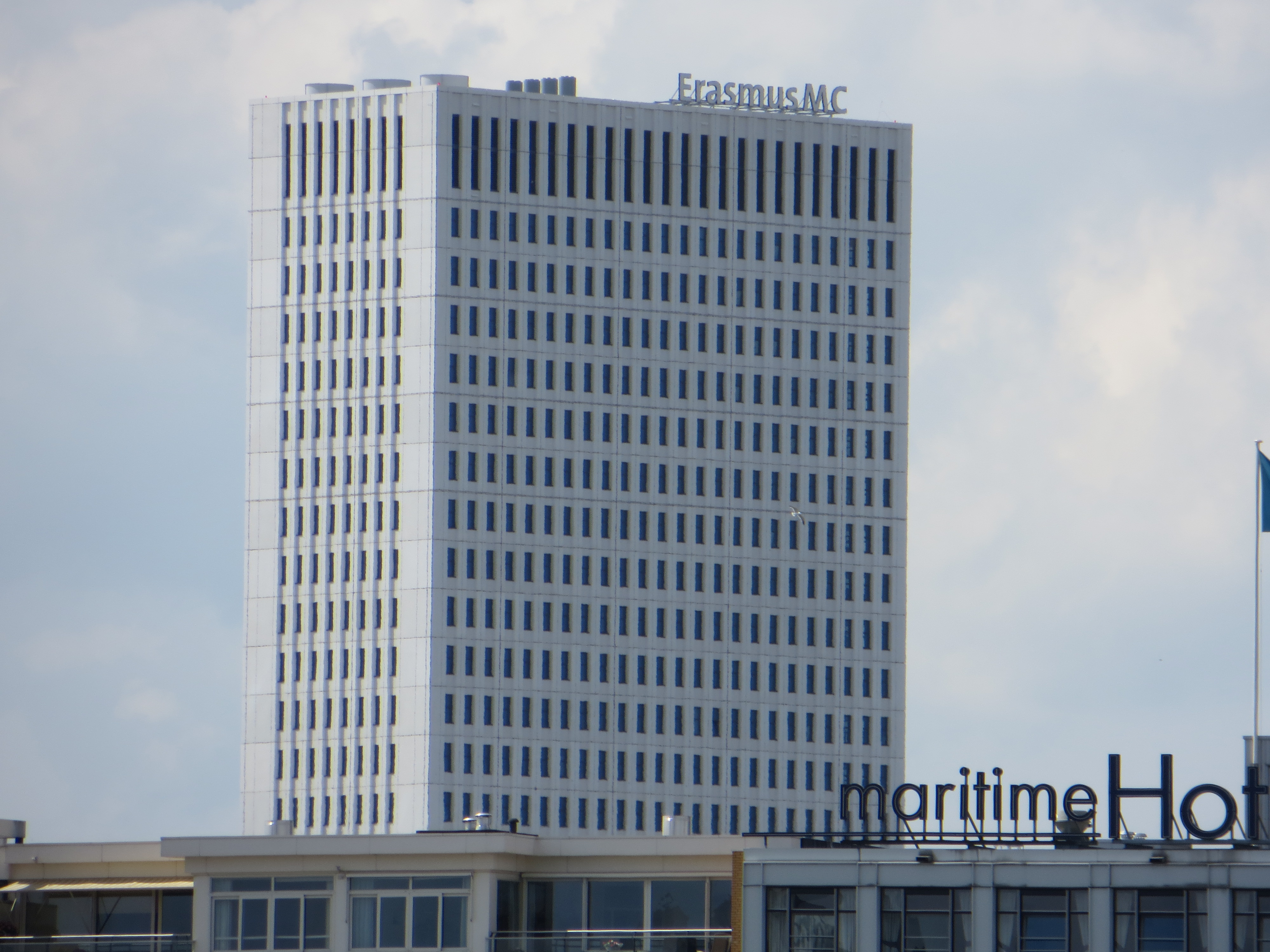
Het nieuwe gebouw in 2012
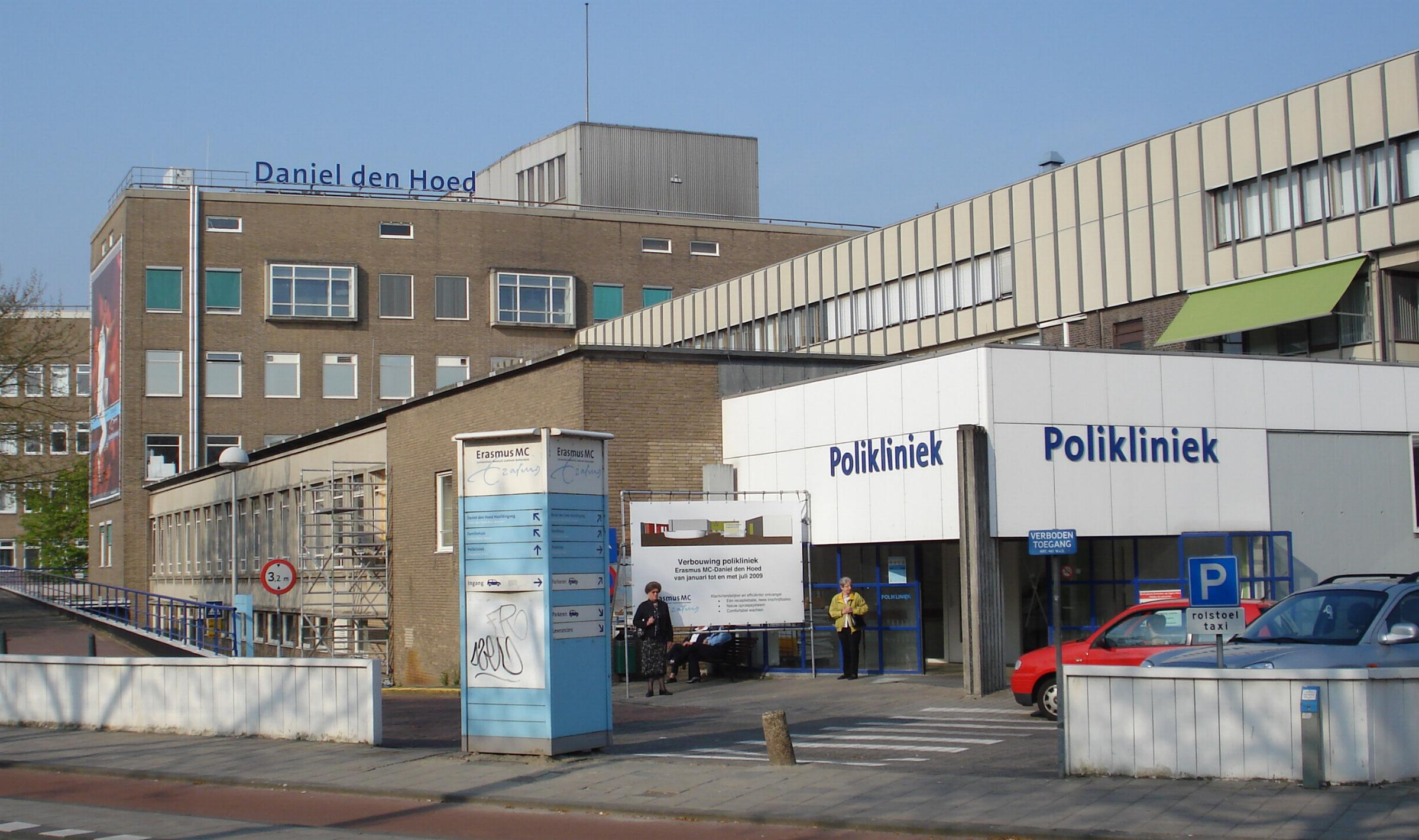
Tot 2018 de locatie van de Daniel den Hoedkliniek
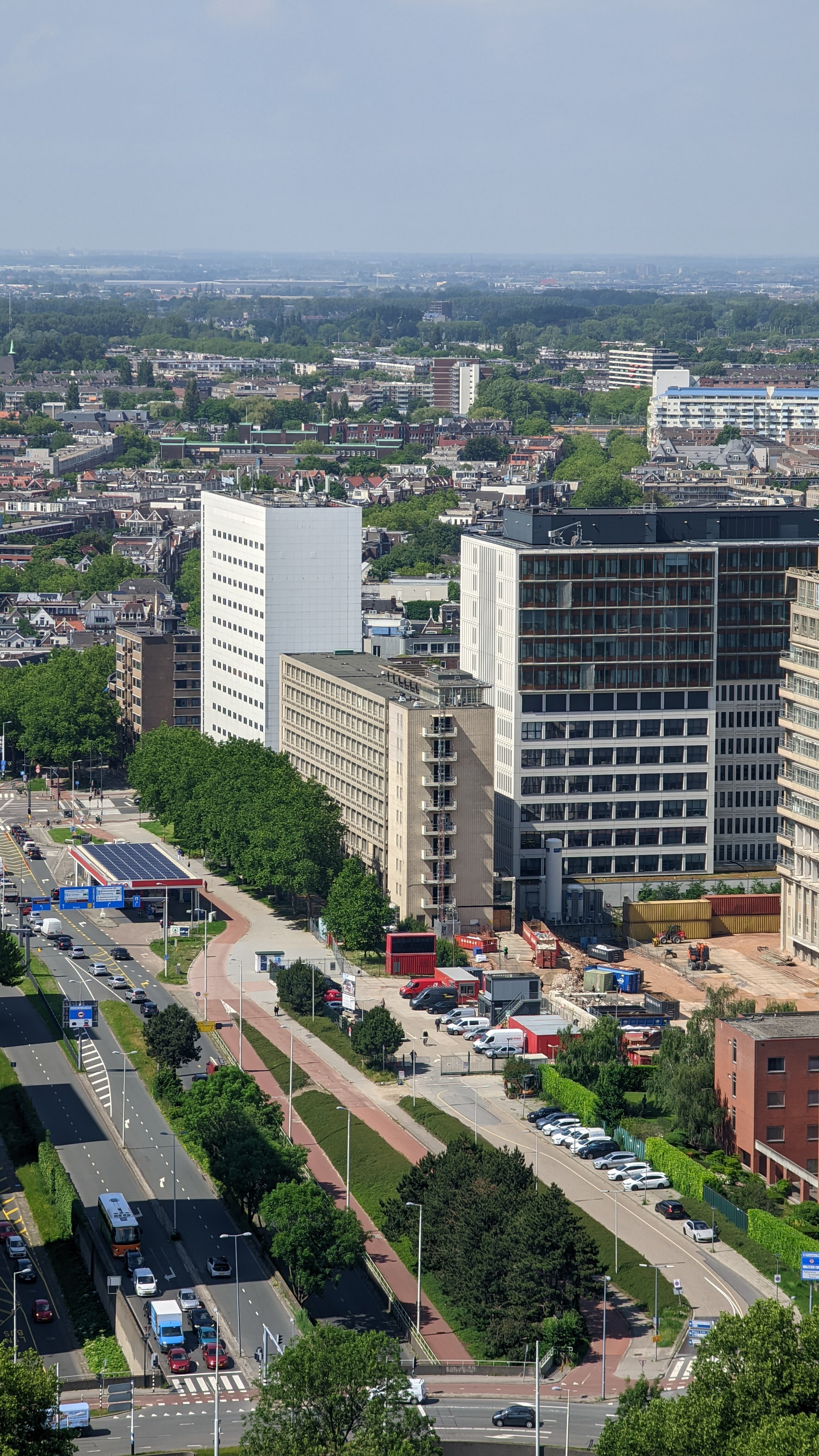
"Zusterflat" gesloopt eind 2022
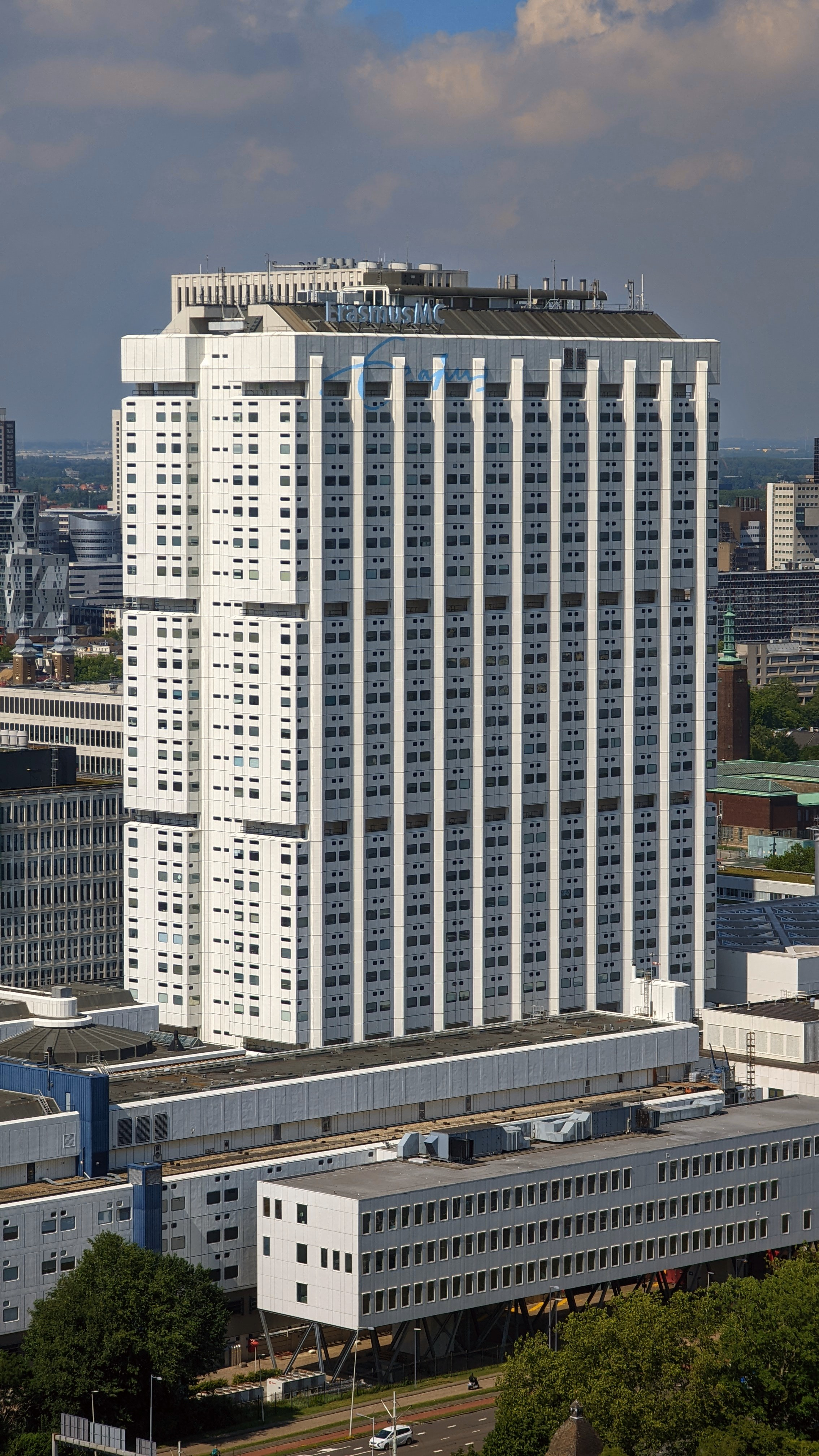
Faculteitsgebouw
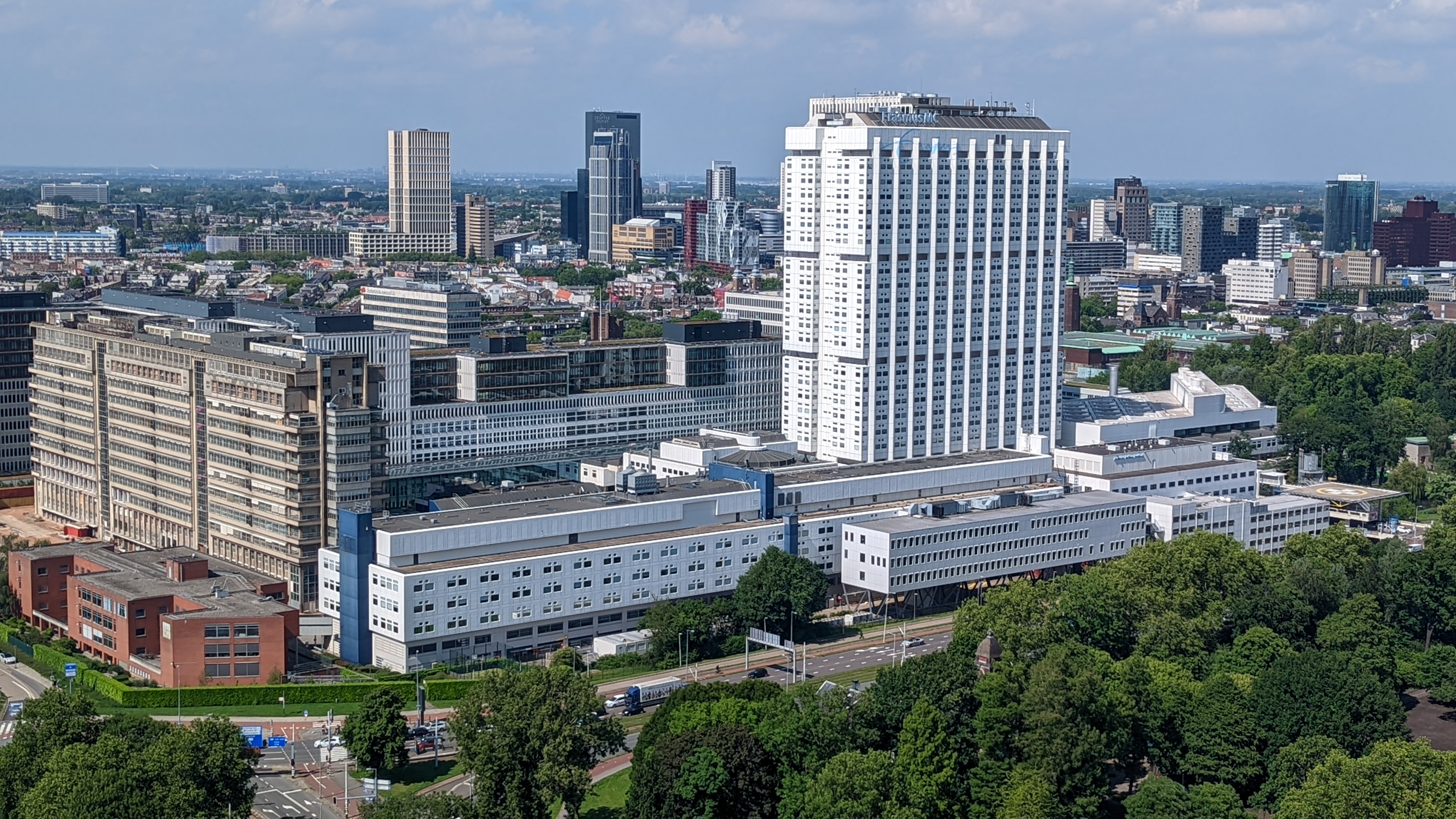
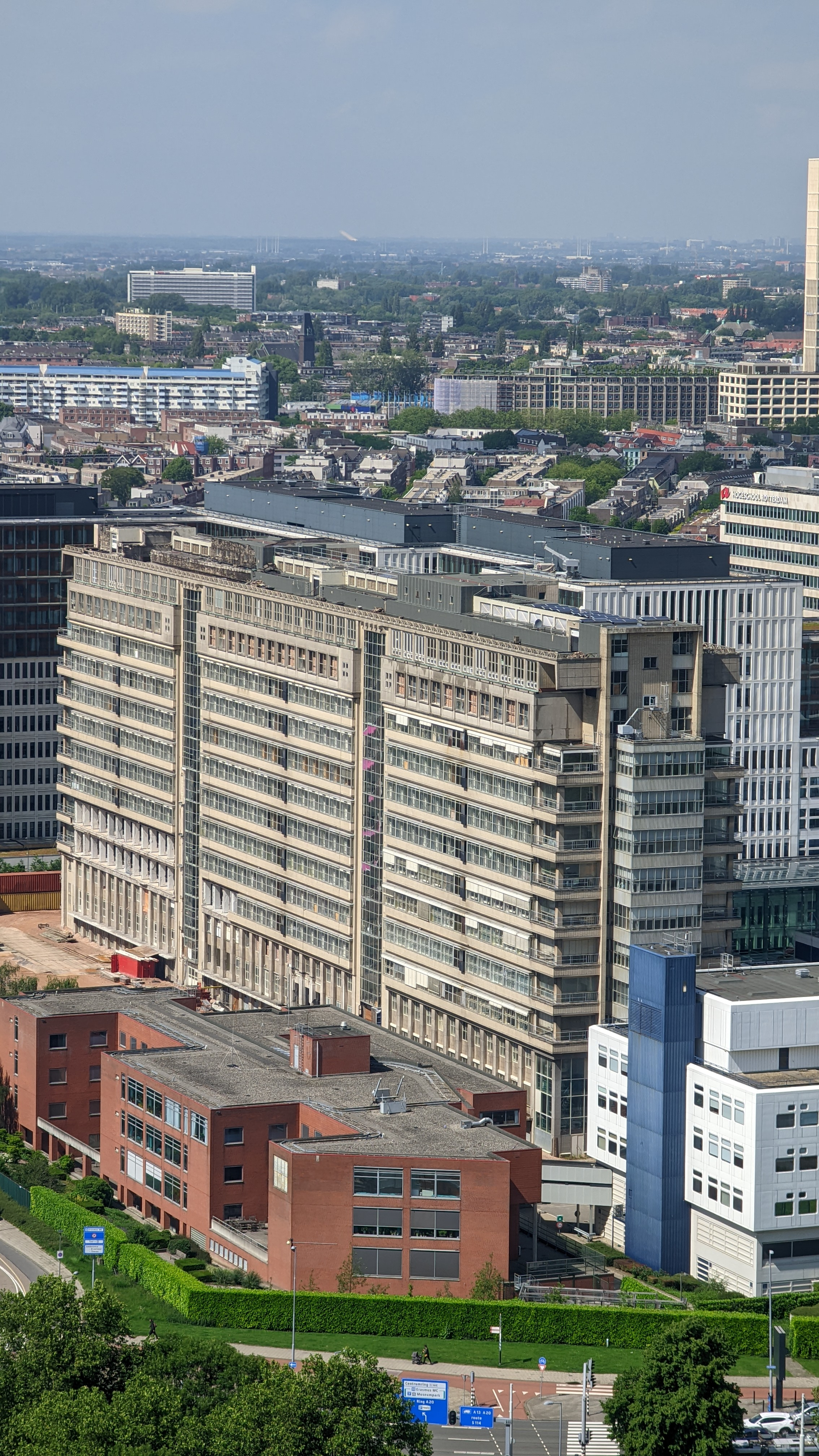